# 9800 Shigetoshi
A 9800 Shigetoshi (ideiglenes jelöléssel (9800) 1997 ES2) a Naprendszer kisbolygóövében található aszteroida. Kobajasi Takao fedezte fel 1997. március 4-én.